# Lake Druzhby
Lake Druzhby är en sjö i Antarktis. Den ligger i Östantarktis. Australien gör anspråk på området. Lake Druzhby ligger 8 meter över havet.